# Massimo Zunino
Massimo Zunino (Savona, 26 aprile 1956) è un politico italiano.
Anche suo figlio Mattia è impegnato in politica e dal marzo 2016 è il coordinatore nazionale dei Giovani Democratici.

## Biografia

### Studi
Ha diploma di perito tecnico industriale.

### Elezione a deputato
Alle elezioni politiche del 2001 viene eletto per la prima volta deputato nella XIV legislatura della Repubblica Italiana, nel collegio di Savona in quota Democratici di Sinistra, venendo riconfermato nelle due legislature successive nelle file del Partito Democratico.

### Mistral Air
Nel 2014 sotto il Governo Renzi viene nominato presidente di Mistral Air, compagnia aerea di Poste Italiane.